# 竹西街道
竹西街道是中华人民共和国江苏省扬州市邗江区下辖的一个街道办事处。东傍京杭大运河，南依千年古运河，西临蜀冈-瘦西湖风景名胜区，北望邵伯湖，境内有宁启铁路扬州货站。
2013年12月2日，扬州市人民政府批复同意将瓦窑村、黄金村、竹西社区、安平社区所在区域设立竹西街道办事处。
2020年3月25日，将城北街道分设为城北街道和竹西街道。行政区划变更后，竹西街道下辖黄金、瓦窑2个村委会和安平、竹西、邗源、黄金4个居民委员会。

## 行政区划
竹西街道下辖以下村级行政区划单位：
安平社区、竹西社区、黄金村和瓦窑村。